# 十六号線仮乗降場

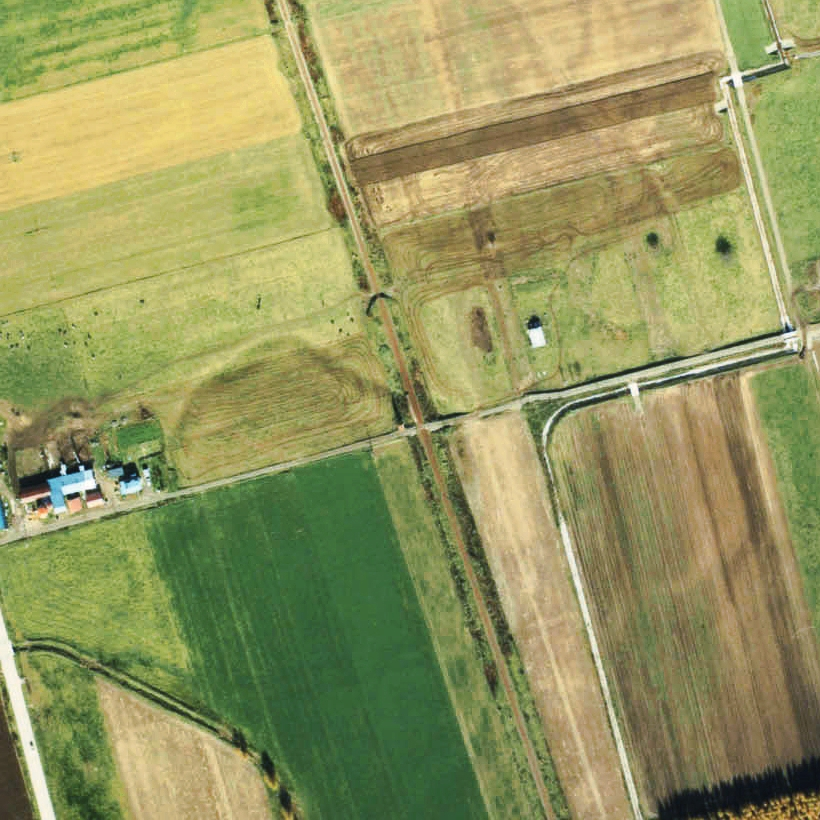
1978年の十六号線仮乗降場と周囲約500m範囲。下が北見滝ノ上方面。北見滝ノ上側に十六線道の踏切と待合室がある。

十六号線仮乗降場（じゅうろくごうせんかりじょうこうじょう）は、北海道紋別市上渚滑町下渚滑にかつて存在した、日本国有鉄道（国鉄）渚滑線の仮乗降場（廃駅）である。渚滑線の廃線に伴い、1985年（昭和60年）4月1日に廃止された。

## 歴史
1955年（昭和30年）12月25日に名寄本線・渚滑線・興浜南線でレールバスの運行が開始されると同時に、利用者の利便を図って増設された仮乗降場に出自を持つ駅である。

### 年表
- 1955年（昭和30年）12月25日 - 日本国有鉄道（国鉄）渚滑線の十六号線仮乗降場（局設定）として開業[1]。
- 1985年（昭和60年）4月1日 - 渚滑線の全線廃止に伴い、仮乗降場廃止[1]。

## 駅構造
廃止時点で、1面1線の単式ホームを有する地上駅であり、仮乗降場であった。

## 駅周辺
- 国道273号（渚滑国道）
- 渚滑川
- 北紋バス「15線」停留所

## 駅跡
当仮乗降場の施設は全て撤去され、現在、跡地は農地化されている。

## 隣の駅
日本国有鉄道
渚滑線
下渚滑駅 - 十六号線仮乗降場 - 中渚滑駅